# Diocesi di Atenia
La diocesi di Atenia (in latino: Dioecesis Ateniensis) è una sede soppressa del patriarcato di Costantinopoli e una sede titolare della Chiesa cattolica.

## Storia
Atenia, identificabile con Kirili nell'odierna Turchia, è un'antica sede episcopale della provincia romana della Pisidia nella diocesi civile di Asia. Faceva parte del patriarcato di Costantinopoli ed era suffraganea dell'arcidiocesi di Antiochia.
L'unica menzione di questa antica sede vescovile è la Notitia Episcopatuum 2, databile tra la fine dell'VIII e il primo quarto del IX secolo. Non esistono altre informazioni su questa diocesi e nessuno dei suoi vescovi è stato tramandato dalle fonti coeve.
Dal 1933 Atenia è annoverata tra le sedi vescovili titolari della Chiesa cattolica; la sede è vacante dal 29 maggio 1989. Il suo ultimo titolare è stato Gauthier Pierre Georges Antoine Dubois, vicario apostolico di Costantinopoli.

## Cronotassi dei vescovi titolari
- Patrick Joseph McCormick † (14 giugno 1950 - 18 maggio 1953 deceduto)
- James Patrick Carroll † (6 gennaio 1954 - 15 ottobre 1965 nominato arcivescovo titolare di Amasea)
- Peter Seiichi Shirayanagi † (15 marzo 1966 - 15 novembre 1969 nominato arcivescovo coadiutore di Tokyo)
- Gauthier Pierre Georges Antoine Dubois, O.F.M.Cap. † (15 novembre 1974 - 29 maggio 1989 deceduto)